# Al Cohn
 Alvin Gilbert Cohn  (Nova York, 24 de novembre de 1925 - Stroudsburg, Pennsilvània, 15 de febrer de 1988) va ser un saxofonista tenor, arranjador i compositor Estats Units de jazz.

## Estil
Especialista en balades i tempos mitjans, el seu estil és de gran riquesa harmònica i profund lirisme, molt tècnic i clarament emmarcat en la influència primera de Lester Young, amb petites modulacions i lligadures molt característiques. El seu so al tenor evolucionar al llarg del temps, fins a desenvolupar un vibrato ombrívol i expressiu.